# Puerto de Buenavista
Puerto de Buenavista är en ort i Mexiko.   Den ligger i kommunen Morelia och delstaten Michoacán de Ocampo, i den södra delen av landet, 210 km väster om huvudstaden Mexico City. Puerto de Buenavista ligger 2 037 meter över havet och antalet invånare är 2 940.
Terrängen runt Puerto de Buenavista är huvudsakligen kuperad, men åt nordväst är den platt. Terrängen runt Puerto de Buenavista sluttar norrut. Runt Puerto de Buenavista är det ganska tätbefolkat, med 124 invånare per kvadratkilometer. Närmaste större samhälle är Morelia, 6,1 km väster om Puerto de Buenavista. I omgivningarna runt Puerto de Buenavista växer huvudsakligen savannskog.